# Antonín Láník
Antonín Láník (7. května 1921, Brno – 10. června 2014, Žernůvka) byl český kněz, organolog, houslista, violista, dirigent, skladatel, lektor Instruktáží pro varhaníky, organizátor hudebního života.

## Život
Housle a violu studoval u Oldřicha Hladíka, žáka Janáčkova přítele prof. Kudláčka. Varhany a dirigování studoval u Huberta Padrty. Na klasickém gymnáziu (1932–1940) byl žákem prof. Bohumíra Štědroně, Adély Tomečkové a Jaroslava Urbánka. Zde byl zakládajícím členem sboru „Brněnská šestnáctka“. V letech 1940–1947 studoval teologii v brněnském alumnátu. Tam byl jako violista členem školního kvarteta: I. housle – Vladimír Petrů, II. housle – Jan Klimovič, viola – Antonín Láník, violoncello – Jaroslav Kampf. Studia přerušily nucené práce v St. Lorenze im Mürztal ve Štýrsku v letech 1942–1945, kde zastával i funkci místního varhaníka. Po návratu do vlasti byl v letech 1945–1947 v brněnském alumnátu regenschorim. Vlivem Venhodovým a Vachulkovým se začal zabývat hymnologií. Působil jako znalec v oboru organologie od r. 1965 byl pověřen kapitulním ordinariátem jako expert při stavbě a opravě mnoha varhan. Kompoziční zásadou Antonína Láníka je tvořit melodii, melodie si vážit a melodii zachovat. V celostátní soutěži ordinarií dostalo Lidové ordinarium poutníků moravských čestné uznání. Podílel se na harmonizaci poutních písní, jež osobně doprovodil na varhany při natáčení hudebního nosiče Pouť & Vánoce v Žarošicích v r. 1996 v Žarošicích. V období let 1967–1974 a 1983–1992 byl vedoucím Instruktáží pro varhaníky pořádaných v Brně na Petrově a na Křenové.
Na kněze byl vysvěcen 5. července 1947 v Brně na Petrově. Po svěcení nastoupil jako kaplan do Jaroměřic nad Rokytnou a od roku 1949 sloužil jako kaplan a později farář v Šaraticích a administrátor ve Vážanech nad Litavou. V letech 2005–2014 žil v Domově svaté Alžběty na Žernůvce u Tišnova. Byl též terciářem Kanonie premonstrátů v Nové Říši. U příležitosti 80. narozenin v roce 2001 byl jmenován čestným občanem obce Vážany nad Litavou; čestné občanství obce Šaratice mu bylo uděleno o dvě desetiletí později in memoriam 28. července 2021.

## Hudební dílo (výběr)
- Kam se mám smutný obrátit (1957) pro sólový alt, 2 lesní rohy, smíšený sbor a varhany
- Missa simplex (1967)
- Lidové ordinarium poutníků moravských (1972)
- Missa dominicalis (1976)
- Ordinarium festivum Cyrillo-Methodianum (1984)
- Svatoanežské ordinarium (1985)
- Vánoční ordinarium (1996)
- Velikonoční ordinarium (1997)
- Mešní píseň velikonoční (1958)
- K oltáři tvému (1957)
- Svatý Urban (2007)

## Publikované kompozice
- Septem ordinaria. Brno: Salve Regina, 2003. ISMN: M-706522-02-9.

## Zvukové nahrávky
- Pouť & Vánoce v Žarošicích. Praha: Antiphona, 1996, zvuková kazeta.

## Literární dílo (výběr)
- Kněží hudebníci – Karel Eichler (1845–1917). Věstník Historicko-vlastivědného kroužku v Žarošicích, Žarošice, 2011, č. 20, s. 68–70.
- P. Bernard Pátek ml. Věstník Historicko-vlastivědného kroužku v Žarošicích, Žarošice, 2013, č. 22, s. 126–127. Ročenka.
- Dp. Josef Martínek (1888–1962). Psalterium: revue pro duchovní hudbu, Praha, 2018, č. 3, s. 2, 4. ISSN 1802-2774.
- 130 let od úmrtí Dp. Placida Johannese Mathona, O.S.B. (1841–1888). Věstník Historicko-vlastivědného spolku Žarošice, Žarošice, 2019, č. 28, s. 53–54. ISSN 2533-4247.
- Důstojný pán František Poimon (1817–1902). Zpravodaj Musica sacra, Brno, 2022, roč. 30, č. 2–3, s. 10–12. ISSN 2336-5374.